# Cigla
Cigla es un municipio del distrito de Svidník en la región de Prešov, Eslovaquia, con una población estimada a final del año 2024 de 79 habitantes.
Se encuentra ubicado en el centro-norte de la región, cerca del río Ondava (cuenca hidrográfica del río Tisza) y de la frontera con  Polonia.

## Demografía
| Año        | 1994 | 2004    | 2014     | 2024     |
| ---------- | ---- | ------- | -------- | -------- |
| Población  | 86   | 80      | 97       | 79       |
| Diferencia |      | −6,97 % | +21,25 % | −18,55 % |

| Año        | 2023 | 2024    |
| ---------- | ---- | ------- |
| Población  | 77   | 79      |
| Diferencia |      | +2,59 % |